# F Sharp
Pour les articles homonymes, voir F.
F# est un langage de programmation fonctionnel, impératif et orienté objet pour la plate-forme .NET. F# est développé par Microsoft Research et son noyau est dérivé du langage OCaml, avec lequel il est fortement compatible. Ces deux langages de programmation font partie de la même famille que les langages ML.
Ce langage a été conçu spécifiquement pour la plate-forme .NET, donc fortement orienté-objet. Depuis novembre 2010, Microsoft a mis à la disposition de tous les bibliothèques core et son compilateur F#, sous la licence Apache 2.

## Présentation
F# est un langage fortement typé utilisant l'inférence de types. Ce mécanisme délègue le typage des variables et des fonctions au compilateur. Néanmoins, le langage permet au développeur d'indiquer explicitement le type à la déclaration. Intégré à l'écosystème .NET, F# supporte les types primitifs de la plate-forme ainsi que ses objets. De plus il étend le système de types et permet de faire la distinction entre les types dits immuables et ceux dits modifiables. Les objets sont considérés comme des types modifiables (en place), et sont utilisés pour la mise en place du modèle de programmation objet au sein du langage. Les types immuables sont utilisés principalement lorsque l'on programme de manière fonctionnelle ; la modification d'un type immuable crée une nouvelle instance sans pour autant écraser l'ancienne.
Comme la plupart des langages dérivés de ML, F# utilise par défaut le mécanisme de l'évaluation stricte. Cependant il peut, à l'instar de Haskell, mettre en œuvre l'évaluation paresseuse des expressions grâce à l'utilisation du mot-clé lazy. Pour la programmation fonctionnelle, il fournit plusieurs constructions et un ensemble de types immuables : les n-uplets, des enregistrements, des types sommes et des listes.
Un n-uplet représente une collection de n valeurs, n ≥ 0. La valeur de n correspond à l'arité du n-uplet. Le type unit représente le n-uplet vide et dont l'unique valeur possible est (). Ce type est utilisé pour typer des fonctions qui ne prennent pas en entrée de valeur et/ou n'en renvoient pas. Le 3-uplet (ou triplet) est représenté par (A, B, C), où A, B, et C peuvent être de n'importe quel type. Un n-uplet peut être utilisé pour stocker des valeurs uniquement lorsque le nombre de valeurs est connu au moment du codage et reste constant tout au long de l'exécution.
Un enregistrement est une version spécialisée des n-uplets où les champs sont nommés, comme dans { Nom:string; Age:int }. Les enregistrements peuvent être créés de la façon suivante : { Nom="Toto"; Age=1 }. Le mot-clé with est utilisé pour créer une copie de l'enregistrement : { r with Nom="CD" } crée un nouvel enregistrement à partir d'un précédent enregistrement nommé r et dont il change la valeur du champ Nom.
Le type liste est une liste chainée qui peut se représenter soit à l'aide de la notation head::tail (composé à l'aide de l'opérateur ::, l'équivalent de l'opérateur cons des langages Lisp/Scheme), soit dans une notation abrégée : [item1; item2; item3]. Une liste vide est notée [].
La dernière sorte de type algébrique de données, les types sommes (qui sont, fonctionnellement, des équivalents typés des unions du langage C) peuvent être définis comme une somme de n'importe lequel des types immuables évoqués précédemment. Par exemple,
```
type
 
A
 
=
 
   
|
 
ConstructorX
 
of
 
string

   
|
 
ConstructorY
 
of
 
int

```

peut contenir des valeurs instanciées soit par ConstructorX soit par ConstructorY. Le type des valeurs retournées par les constructeurs peut lui aussi être défini.

## Exemples
Voici le traditionnel hello world :
```
(* Ceci est un commentaire *)

printfn
 
"Hello World!"

```

Cet autre exemple traditionnel chez les langages fonctionnels a pour objectif de montrer la concision que l'on peut obtenir avec ce type de langages :
```
let
 
rec
 
factorielle
 
n
 
=

    
match
 
n
 
with

    
|
 
0
 
->
 
1

    
|
 
_
 
->
 
n
 
*
 
factorielle
 
(
n
 
-
 
1
)

```

Cette variante, avec un accumulateur, met en œuvre la récursion terminale, une optimisation commune parmi les langages fonctionnels :
```
let
 
factorielle
 
n
 
=

    
let
 
rec
 
factorielle_recursive
 
n
 
accu
 
=

        
match
 
n
 
with

        
|
 
0
 
->
 
accu

        
|
 
_
 
->
 
factorielle_recursive
 
(
n
 
-
 
1
)
 
(
n
 
*
 
accu
)

    
factorielle_recursive
 
n
 
1

```